# Polnische Mathematische Gesellschaft
Die Polnische Mathematische Gesellschaft (Polskie Towarzystwo Matematyczne, PTM) ist die Vereinigung der polnischen Mathematiker. Ihre Hauptgeschäftsstelle befindet sich in Warschau.
Die Polnische Mathematische Gesellschaft wurde 1919 mit dem Ziel einer umfassenden Kultivierung der reinen und angewandten Mathematik mittels wissenschaftlicher Konferenzen und Publikationen gegründet. Zu den Gründungsmitgliedern gehörten Stefan Banach, Franciszek Leja, Otton Marcin Nikodým, Stanisław Zaremba und Kazimierz Żorawski, Stanisław Zaremba wurde zum ersten Präsidenten gewählt. 1921 erhielt die Vereinigung ihren heutigen Namen mit Sitz in Krakau. Nicht in Krakau ansässige Mitgliedschaften waren über Sektionen organisiert, zunächst Lwów seit 1921 sowie Warschau, Poznań und Wilno seit 1923.
Während des Zweiten Weltkrieges kam Polen unter deutsche Besetzung und jede Arbeit der PTM kam zum Stillstand, nur heimliche wissenschaftliche Sitzungen in Warschau und Krakau waren möglich.
Die zweite aktive Phase begann mit der Präsidentschaft von Kazimierz Kuratowski (1945–1953), die Sektionen in Krakau, Warschau und Poznań wurden reaktiviert, sechs neue wurden gegründet. Trotz der Gründung der Polnischen Akademie der Wissenschaften (PAN) 1952 wuchs die PTM weiter, die Sektionen Toruń, Katowice und Szczecin kamen in der ersten Hälfte der 1950er Jahre hinzu, in den 1970ern folgten weitere.
Seit Anbeginn der Gründung gehörte die Organisation wissenschaftlicher Konferenzen und Versammlungen zu den Hauptaufgaben der PTM, schon in der Zeit vor dem Krieg konnten über 1000, zwischen 1948 und 2003 ca. 10.000 wissenschaftliche Vorträge gezählt werden, die Vortragenden kamen aus über 40 Ländern.
Die Publikationstätigkeit ist gemäß Gründungsstatuten die zweite wichtige Aufgabe der PTM. Heute (2008) erscheinen die sechs periodischen Zeitschriften Commentationes Mathematicae, Wiadomości Matematyczne, Matematyka Stosowana, Fundamenta Informaticae, Dydaktyka Matematyki und Antiquitates Mathematicae; dazu kommt das in Zusammenarbeit mit der Polnischen Physikalischen Gesellschaft und dem Verband polnischer Astronomen publizierte populärwissenschaftliche Monatsheft Delta.
Die Polnische Mathematische Gesellschaft arbeitet mit der American Mathematical Society und der Canadian Mathematical Society zusammen, sie gehört zu den Gründungsmitgliedern der 1990 gegründeten Europäischen Mathematischen Gesellschaft.
Die PTM vergibt seit 1946 den Stefan-Banach-Preis.